# ادغام‌ها و اکتساب‌ها

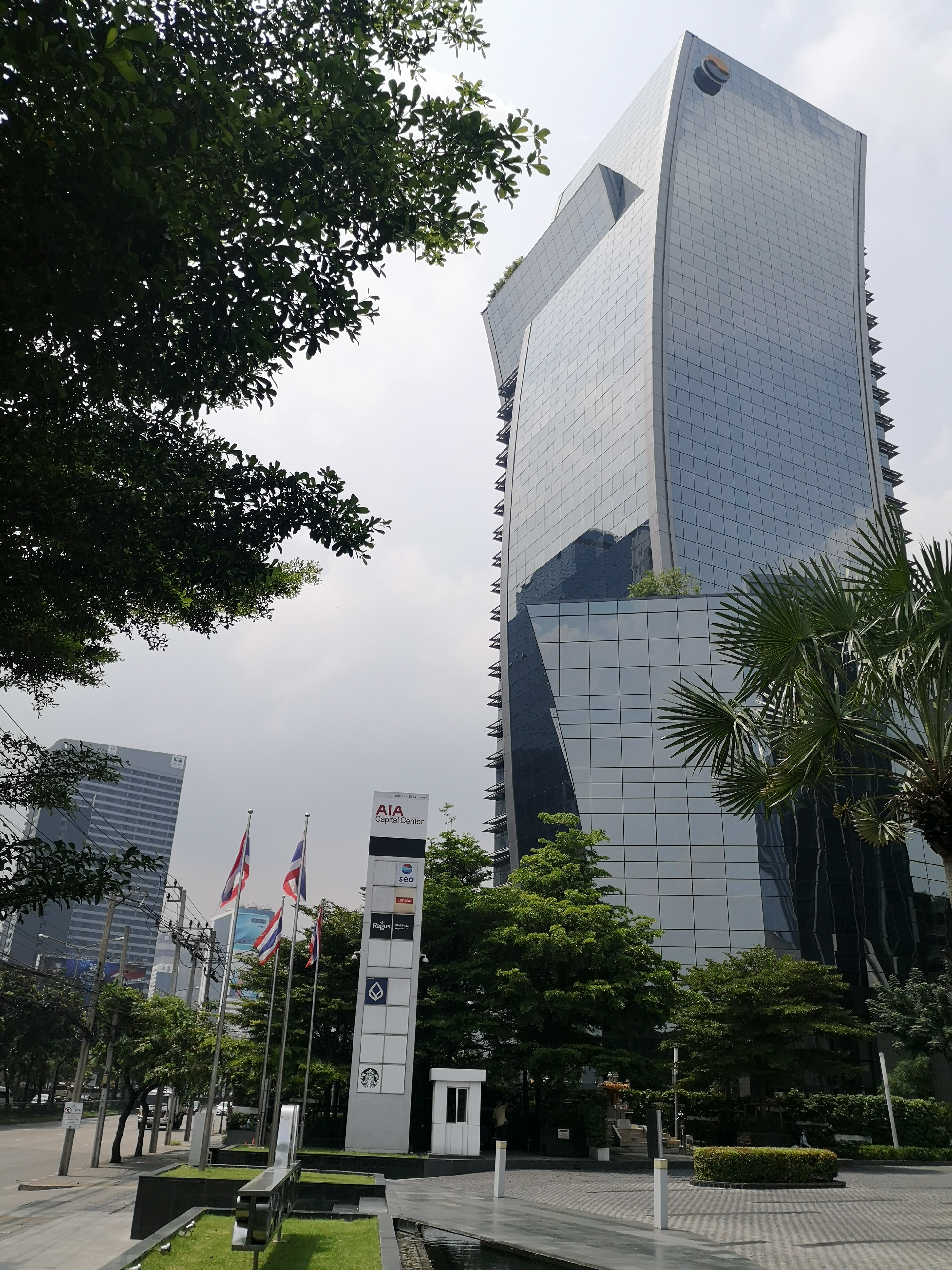
شرکت اینستاگرام و واتساپ با متا(فیسبوک)ادغام شدند

ادغام‌ها و اکتساب‌ها معاملاتی هستند که در آنها مالکیت شرکت ها، دیگر سازمان‌های کسب‌وکاری یا واحدهای در حال کارشان منتقل یا ترکیب می‌شوند. ادغام‌ها و اکتساب‌ها، به عنوان جنبه‌ای از مدیریت راهبردی، شرکت‌ها را قادر می‌سازند رشد کنند، کوچک شوند، و ماهیت کسب و کار یا جایگاه رقابتی شان را تغییر دهند.
از نقطه نظر قانونی، یک ادغام اتحاد قانونی دو بنگاه به یک بنگاه است، و اکتساب وقتی رخ می‌دهد که یک بنگاه مالکیت سهام سرمایه، حقوق صاحبان سهام یا دارایی‌های بنگاه دیگری را در دست بگیرد. از نقطه نظر تجاری و اقتصادی، هر دوی این معاملات منجر به تحکیم تحکیم دارایی‌ها و تعهدات تحت یک شرکت می‌شوند و تمایز بین «ادغام» و «اکتساب» کمتر واضح است.